# بنغوليات
البنغوليات أو المحرشفات (الاسم العلمي: Pholidota) هي رتبة من ضمن شعبة الثدييات لها عدة مسميات محلية، لكن الاسم الشائع هو منجولين. تحتوي رتبته على فصيلة واحدة فقط بها سبعة أنواع، وهو بشكل عام حيوان قريب الشبه من اللاضرسيات في النمط المعيشي والشكل، خلا كونه يمتلك جلدا مركبا من قطع قرنية تشكل له درع واقي، إذ انه ينكمش على نفسه حين الخطر مثل القنفذ. موطنه جنوب شرق آسيا وبعض مناطق أفريقيا، سيما جنوب الصحراء الكبرى. المنجولين يأكل النمل والنمل الأبيض، فهو يخرجها من جحورها بواسطة مخالبه الحادة ويلتهمها بلسانه الطويل.
من آكلات الحشرات الضخمة آكل النمل الذي يعيش في أمريكا الجنوبية، ويبلغ طوله أحيانا مترين ويوجد عادة في السهول أو البراري المعشوشبة ولا أسنان له غير أن خطمه طويل فيه لسان لزج يلتصق به النمل، ويستخدم أيضا مخالبه القوية لنبش تلال النمل وبيوتها. وبعض أنواع آكلات النمل قزم يعيش في الأشجار متدليا من ذنبه، وكل هذه الأنواع تضع صغيرا واحدا كل مرة. وهناك نوع آخر ينقب بيوت النمل وتلالها وهو الأرماديلو (المدرع) الذي يعلو ظهره جلد سميك مدرع حرشفي المظهر يشبه الزحافات وأسنانه صغيرة قليلة، ويختلف حجم هذه الأنواع حيث أن الكبير منها قد يبلغ طوله مترا ونصف بينما حجم الأرماديلو القزم لا يتعدى عشرة سم، ولهذا الحيوان شعر على جانبي الجسم وعندما يخاف أو يشعر بالخطر يلتف على نفسه مثل القنفذ. وجميع أنواع الأرماديلو تعيش في أمريكا الجنوبية عدا نوع واحد منها انتقل إلى الجزء الجنوبي من أمريكا الشمالية. أما البنغول (أم قرفة) فتعيش في العالم القديم وهي مثل الأرماديلو ذات حراشف على ظهرها ورأسها وجنبيها حتى ذنبها والفم الصغير لا أسنان فيه وهي تبتلع الحصى مثل الطيور لتساعد معدتها على الهضم والحوامض الموجودة في النمل تساعد كذلك على الهضم وبعض هذه الأنواع يعيش على الأرض والبعض الآخر على الأشجار والنوع الضخم منها قد يبلغ مترين ونصف طولا وجميعها حيوانات ليلية تعيش منفردة.